# جون فلانغن
جون فلانغن (بالإنجليزية: John Flanagan)‏ (26 أبريل 1942 في المملكة المتحدة - 30 سبتمبر 2013) هو لاعب كرة قدم بريطاني في مركز الهجوم. لعب مع سانت جونستون ونادي كلايد ونادي ألبيون روفرز وSt Roch's F.C. ‏ ونادي بارتيك ثيسل.